# Province d'Obispo Santistevan
La province d'Obispo Santistevan est une des 15 provinces du département de Santa Cruz, en Bolivie. Son chef-lieu est la ville de Montero, qui comptait 90 837 habitants en 2005.
Le département a une superficie de 3 673 km2. Sa population s'élevait à 161 307 habitants en 2005.